# Château d'Igornay
Le château d'Igornay est situé sur la commune d'Igornay en Saône-et-Loire, au bord de l'Arroux. Il commande le passage de la rivière, l'Arroux.

## Description
De plan polygonal, le château fort aurait comporté sept tours. Il n'en subsiste que trois avec un corps de logis et des courtines. La tour la plus massive s'élève vers le sud-ouest ; elle a été défigurée par un incendie et serait antérieure au XVe siècle. Le corps de logis, situé à l'est, date, quant à lui, du XVe siècle comme la tour carrée plantée de biais qui le flanque au sud-est et dont les mâchicoulis portent un étage en encorbellement construit en brique ; cette tour rappelle celle d'Épinac.
L'accès au château se faisait vers l'est par une porte dont de gros blocs de pierre appareillés marquent l'emplacement. Vers le nord, subsiste la courtine contre laquelle sont venus s'appuyer des bâtiments plus récents. Elle est renforcée au nord par une tour ronde qui a conservé archères, cheminées de pierre, coussièges et des latrines logées dans l'angle du mur ; on y accède par une porte rectangulaire encadrée d'une accolade et surmontée d'un écu portant les trois fasces ondées de la famille chalonnaise de Sercy. D'une autre tour subsistent une archère et les restes d'une porte.
Les fossés, qui entouraient le château, sont visibles surtout vers le nord où l'on voit l'empierrement qui en renforçait le talus extérieur. Vers le sud, les murs ont été abattus pour laisser la cour largement ouverte.
Le château est une propriété privée et ne se visite pas.

## Historique
- XIIe siècle : mention d'une famille seigneuriale ; citons les seigneurs Alvis d'Igornay, Guy des Barres, Guyot de Thianges.
- Au XIIIe siècle, un Hugues d'Igornay apparaît au nécrologe de l'abbaye de Saint-Martin d'Autun : « VIII idus.apr. Hugues d'Igornay »[2].
- Milieu du XVe siècle : Guillaume de Sercy, bailli de Chalon, obtient le transfert de l'église paroissiale hors de la cour du château et fait faire d'importants travaux.
- Fin XVe siècle : le successeur du précédent est Guillaume de Villers-la-Faye.
- 1541 : les descendants de ce dernier vendent le château à Gaspard de Saulx-Tavannes ; Igornay devient alors une dépendance de la baronnie de Sully, dont il suit désormais le sort.
- Époque actuelle : la propriété, partagée entre plusieurs familles, est occupée par une ferme et des habitations.